# Lucilina perligera
Lucilina perligera är en blötdjursart som beskrevs av Thiele 1910. Lucilina perligera ingår i släktet Lucilina och familjen Chitonidae.
Artens utbredningsområde är Röda havet. Inga underarter finns listade i Catalogue of Life.